# Diamalt

Aktie über 100 RM der Diamalt-AG vom 1. Mai 1929

Diamalt ist die Bezeichnung des ersten im deutschsprachigen Raum entwickelten Backmalzextraktes und der für dessen Herstellung und Vertrieb gegründeten Diamalt AG mit Sitz in München, Halle (Saale) und Augsburg.
Diamalt Halle firmierte nach der Enteignung in der ehemaligen DDR 1949 weiter unter der Bezeichnung Bonbonfabrik Diamalt, Mignon Most-Werke Halle. Die Schering AG übernahm 1979 ein Beteiligungspaket an der Diamalt AG von über 50 %. Wenige Jahre später folgte ein Management-Buy-out. Heute ist Diamalt eine Marke der Firma BakeMark, die wiederum in der niederländischen Corbion aufgegangen ist. In der Schweiz ist die Hefe AG Generalvertreter für die Marke Diamalt.

## Geschichte

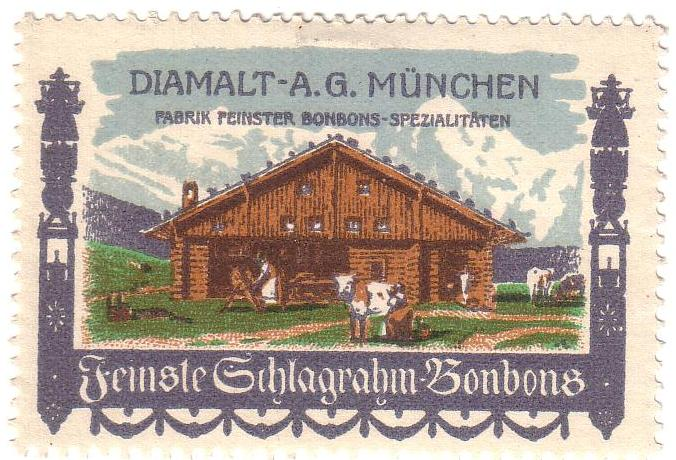
Reklamemarke der Diamalt AG

- 1901 Diamalt, ein flüssiges diastatisches Backmittel für Hefeteige, wird von der Wiener Malzfabrik Hauser & Sobotka (heute: STAMAG Stadlauer Malzfabrik GesmbH) erfunden,[5] die kurz darauf patentiert wird (DRP 148844).[1] Sie verkaufen am 24. September 1901 das erste Diamalt in einer Weithalsflasche aus Steingut.[6]
- 1902 Gründung der Deutschen Diamalt GmbH[6]
- 1905 Umwandlung der Deutschen Diamalt GmbH in die Diamalt AG[6]
- 1905 Gründung der British Diamalt Comp.[6]
- 1906 Gründung der American Diamalt Comp.[6]
- 1909 Gründung der Diamalteria Italiana[6]
- 1911 Gründung der Compagnie Francaise du Diamalt[6]
- 1911 Fusion der Deutschen Diamalt GmbH und der Bayerischen Konservenfabrik Ludwig Graf GmbH zur Diamalt AG
- 1934 Erwerb einer zweiten Fabrik zur Süßwarenherstellung, der ehemaligen Zuckerfabrik Firma Püpcke & Berner, in Halle-Diemitz
- 1939 Erwerb der Reichsstadtmühle GmbH und einer stillliegenden Malzfabrik in Augsburg zur Malzherstellung
- 1944 Zerstörung der Fabrik in Augsburg durch Bombenangriffe und Einstellung der Produktion[7]
- 1949 schleichende Enteignung der Diamalt Halle und ab 1950 Weiterführung des Unternehmens als Bonbonfabrik Diamalt, Mignon Most-Werke
- 1952 Nach Wiederaufbau Wiederinbetriebnahme des Werks in Augsburg[8]
- 1953 die Belegschaft der Bonbonfabrik Diamalt, Mignon Most-Werke beteiligte sich maßgeblich am Aufstand vom 17. Juni 1953[9]
- 1979 Übernahme einer Mehrheitsbeteiligung durch die Schering AG[3]
- 1984 Eingliederung in die Schering AG
- 1990 Schering gibt die Diamalt AG als Management-Buy-out ab. Zu dem Zeitpunkt hat Diamalt 600 Mitarbeiter und 175 Mio. DM Umsatz.[10]
- 1993 Meistermarken übernimmt die Diamalt Backmittel GmbH & Co. KG[11]
- 1996 Fusion mit der Ulmer Spatz zur Ulmer Spatz Diamalt Vertriebsgesellschaft für Backmittel mbH[11]

## Produktpalette der Diamalt AG
Zur Produktpalette der Diamalt AG zählten unter anderem Backhilfsmittel, Malzpräparate, Suppenwürze, Saucenpräparate, Zuckerwaren, Pralinen und Desserts sowie Verdickungsmittel für die Futtermittelherstellung und Textilindustrie. Zusätzlich wurden Keratinhydrolysate zur Würzeherstellung und daraus isolierte Aminosäuren (überwiegend Cystin, Cystein und dessen Derivate, sowie Tyrosin) als Vorstufen für Pharmazeutika hergestellt.

## Diamalt-Werksgelände

### München
Das ehemalige Diamalt-Werksgelände im Münchner Stadtteil Allach-Untermenzing umfasst eine Fläche von über acht Hektar und wurde bis etwa 1994 genutzt. Einige der heute noch existierenden Fabrikgebäude, so der Diamalt-Turm und das Kesselhaus, stehen unter Denkmalschutz. Bisher sind das Gelände und die verbliebenen Gebäude ungenutzt. Für die unbebauten Flächen des Werksgeländes war die Nutzung durch einen Baumarkt geplant. Der bereits unterzeichnete Mietvertrag wurde jedoch 2005 aufgelöst, da sich die Ausarbeitung des Bebauungsplans durch das Planungsreferat verzögerte.
Der Eigentümer des Geländes war 2009 die DCM Real Estate Management GmbH, die unter anderem die Sanierung der denkmalgeschützten Gebäude für eine spätere Nutzung als Büro- und Gewerbeobjekte plante.
Mitte 2002 wurde die Villa im Nordwesten des Geländes wieder bewohnbar gemacht; sie steht ebenso wie der Brunnen in der Umgebungsmauer unter Denkmalschutz. Anfang 2010 wurde das Kesselhaus verkauft; 2012 war es saniert und dient seit 2014 als Wohn- und Geschäftsgebäude.
Ein Beschluss des Stadtrates zur Nutzung des Geländes auch zu wohnwirtschaftlichen Zwecken wurde gefasst.
Ab 2018 wurde geplant, 680 neue Wohnungen zu erbauen von der ISARIA Wohnbau und Münchenbau, das Kesselhaus bleibt erhalten. Das Gebiet wird als Diamaltpark angeboten.

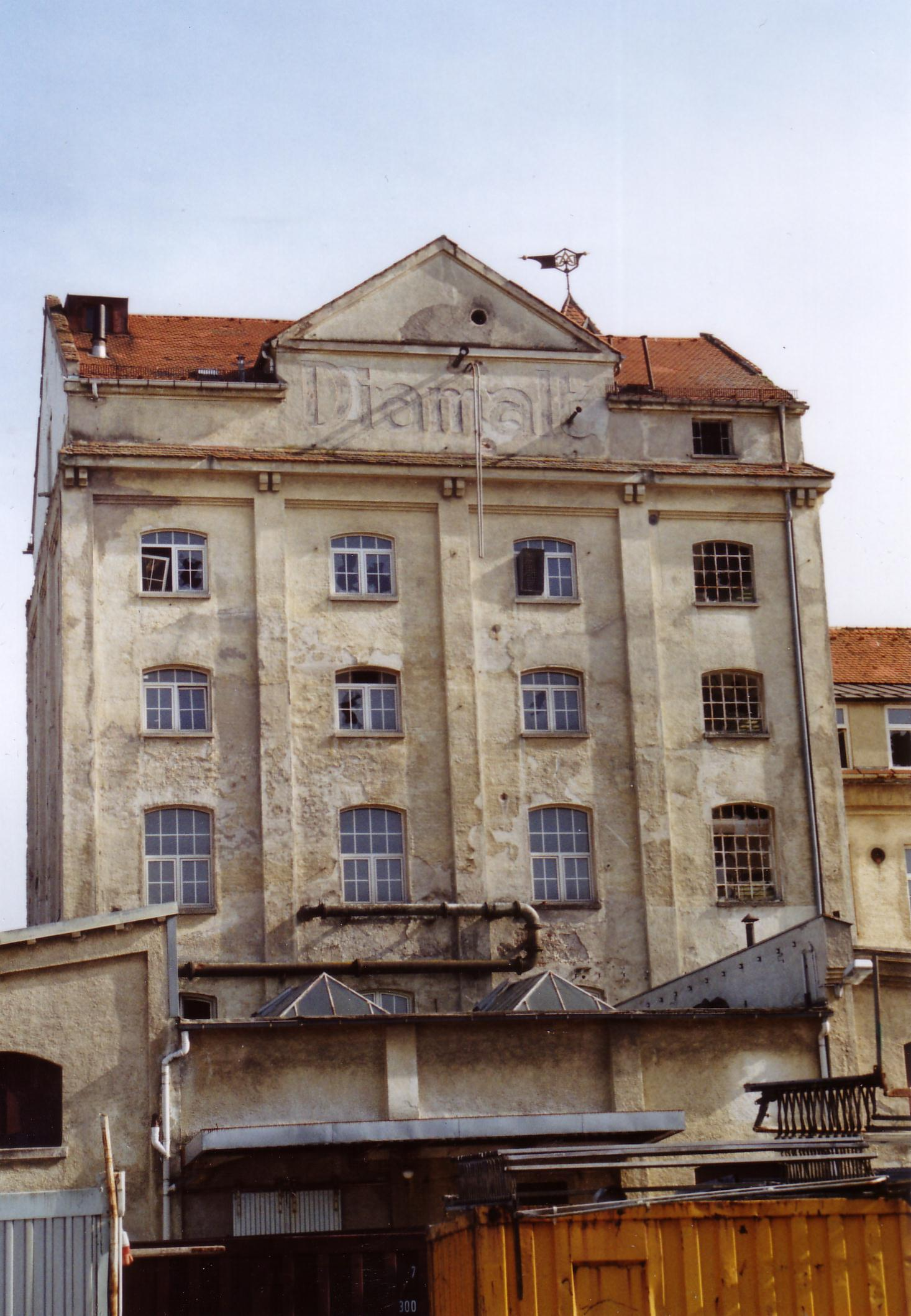
„Diamalt-Turm“ in Allach-Untermenzing – Ansicht von Norden
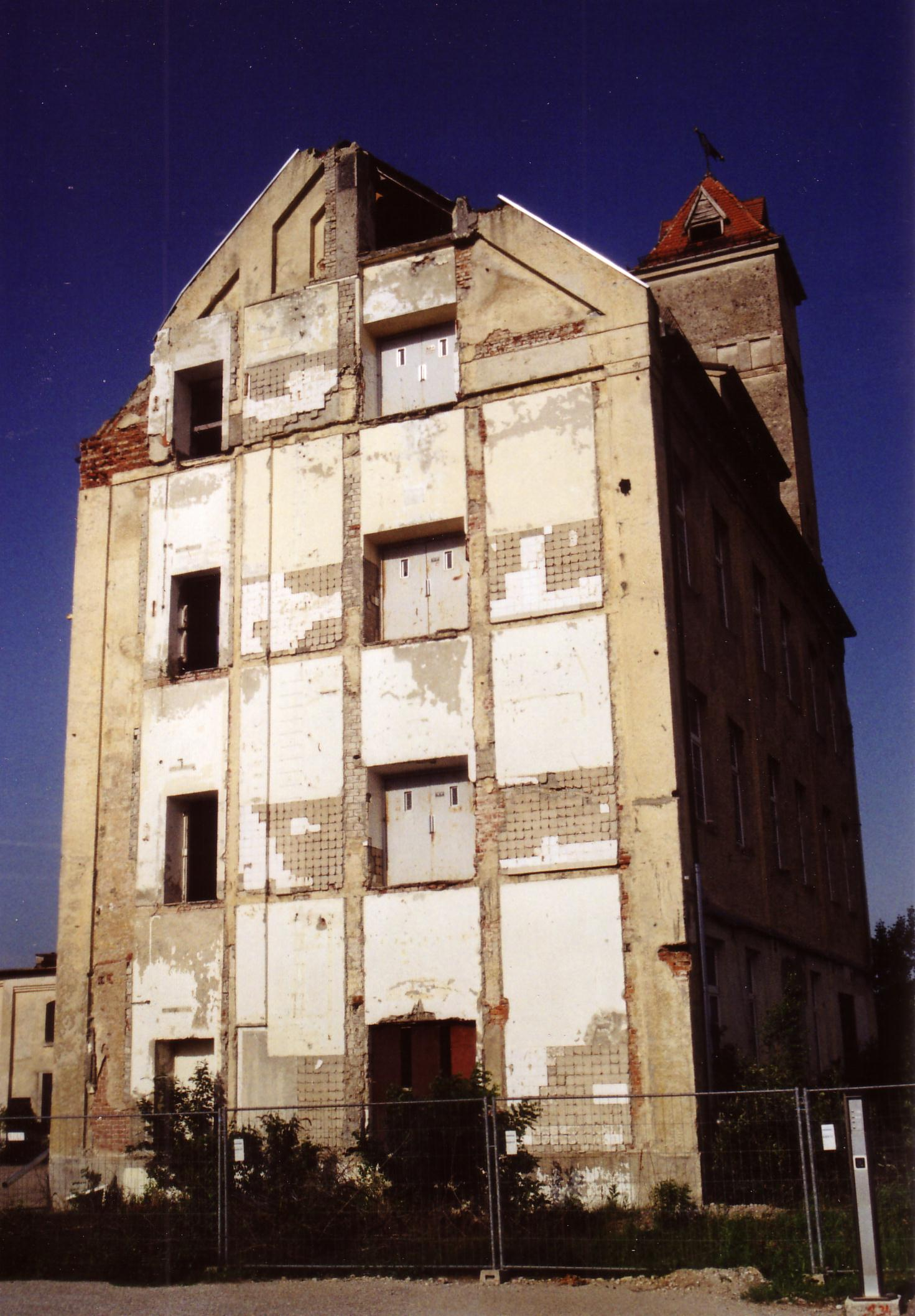
„Diamalt-Turm“ in Allach-Untermenzing – Ansicht von Westen
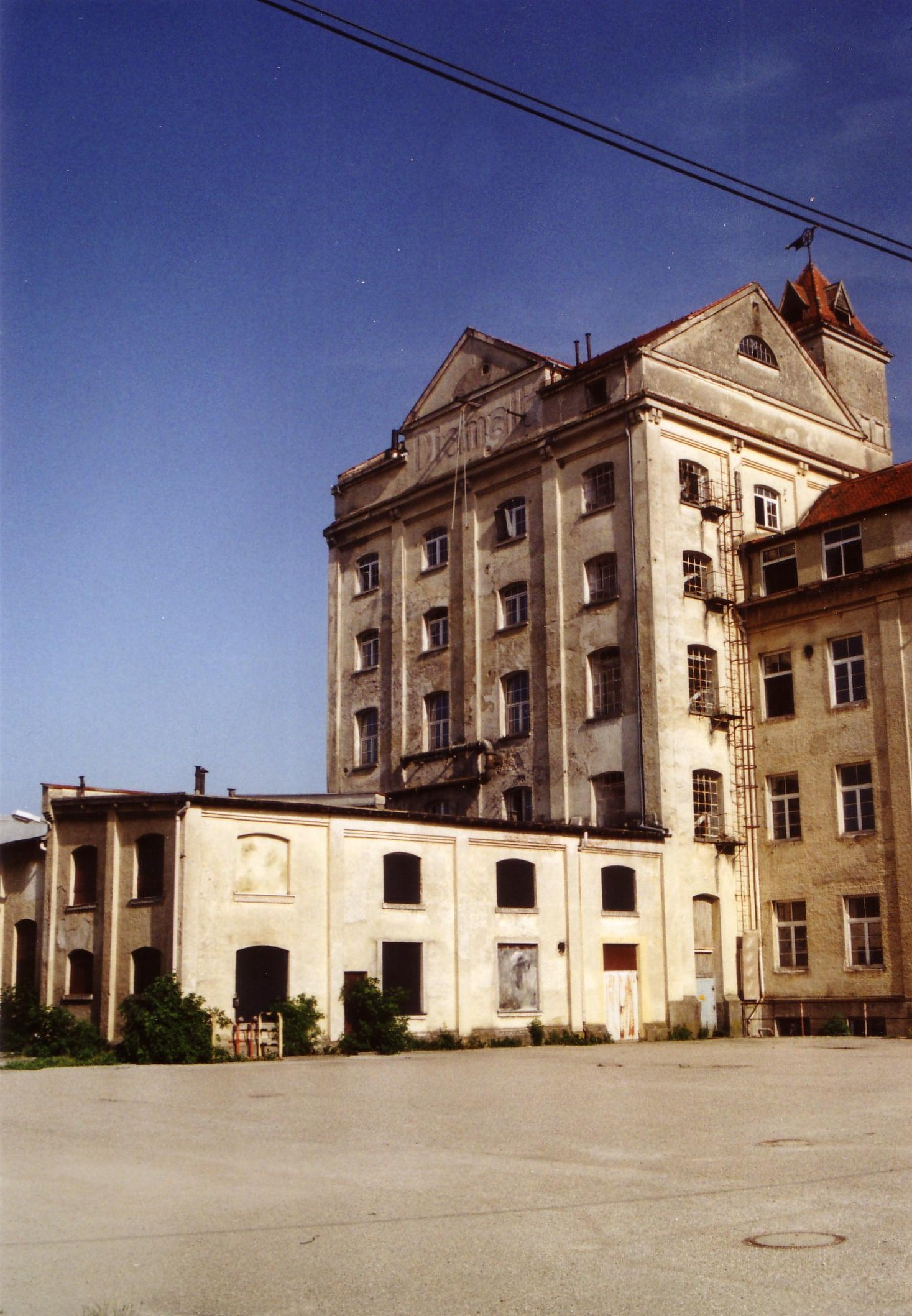
„Diamalt-Turm“ in Allach-Untermenzing – Ansicht von Nord-West
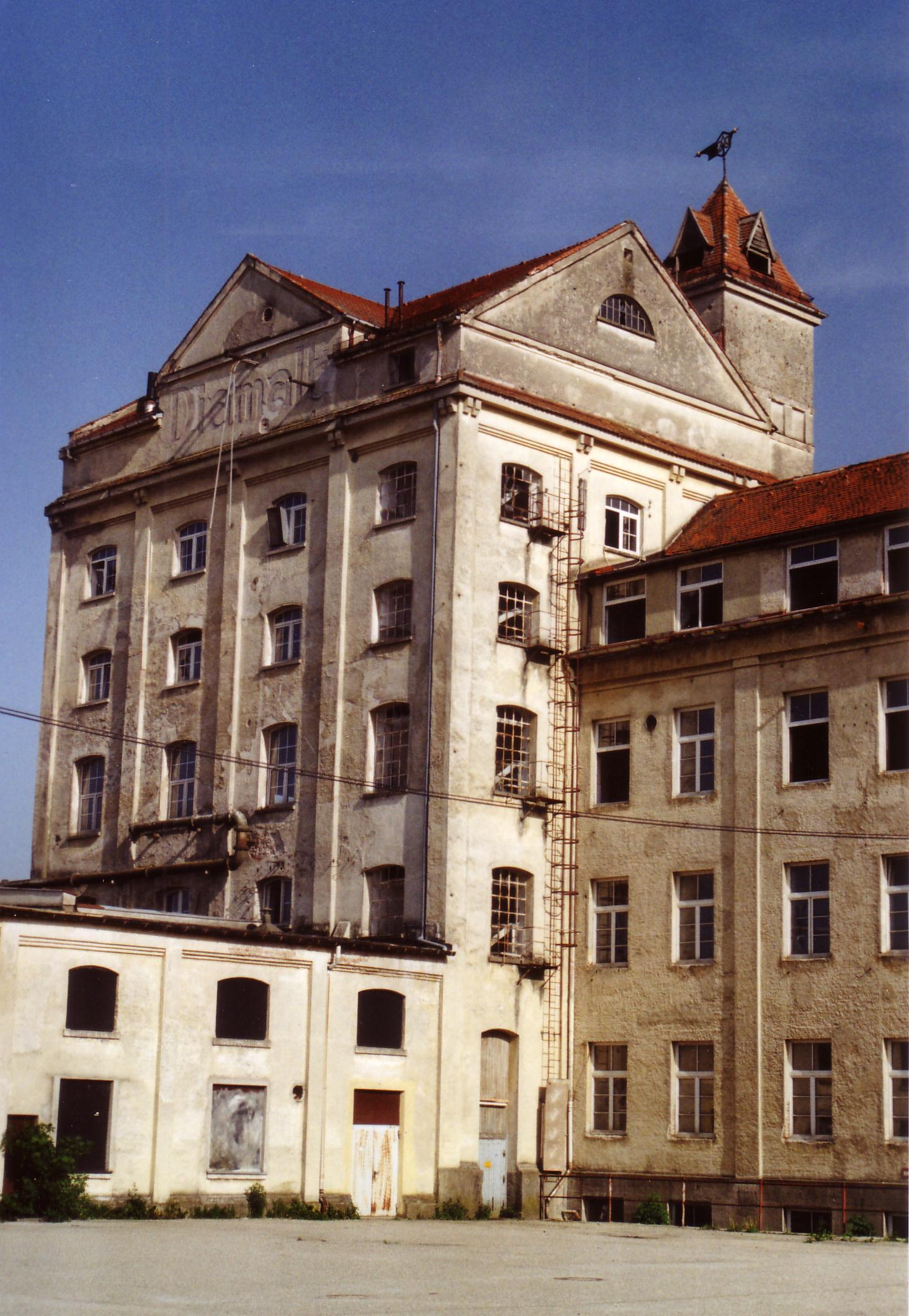
„Diamalt-Turm“ in Allach-Untermenzing – Ansicht von Nord-West
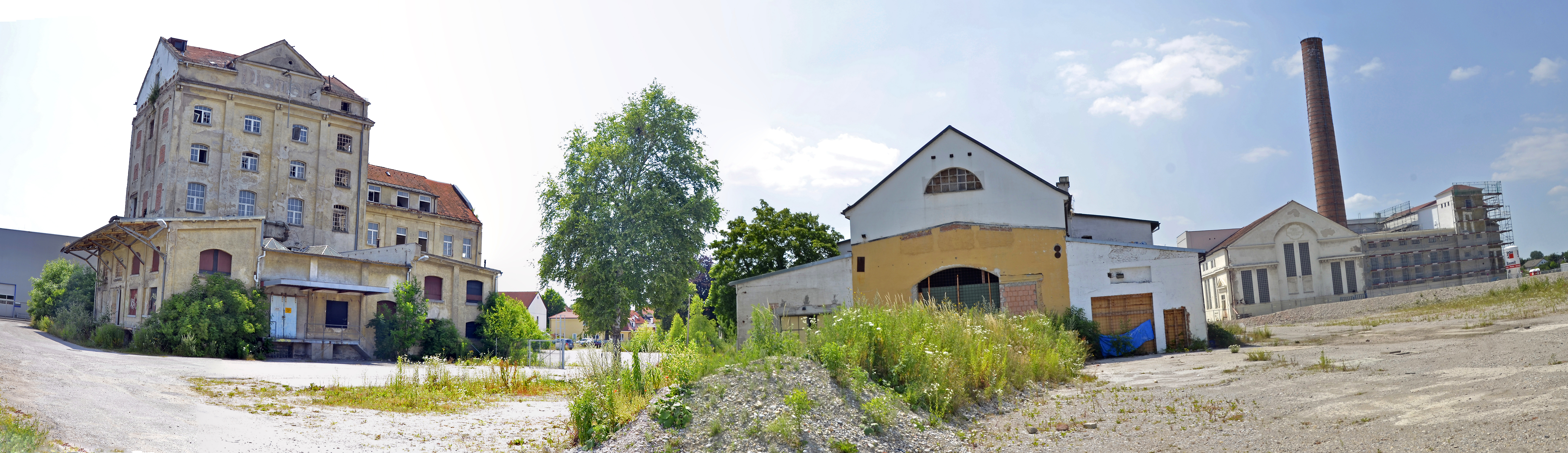
Panorama der Diamalt-Werke in Allach
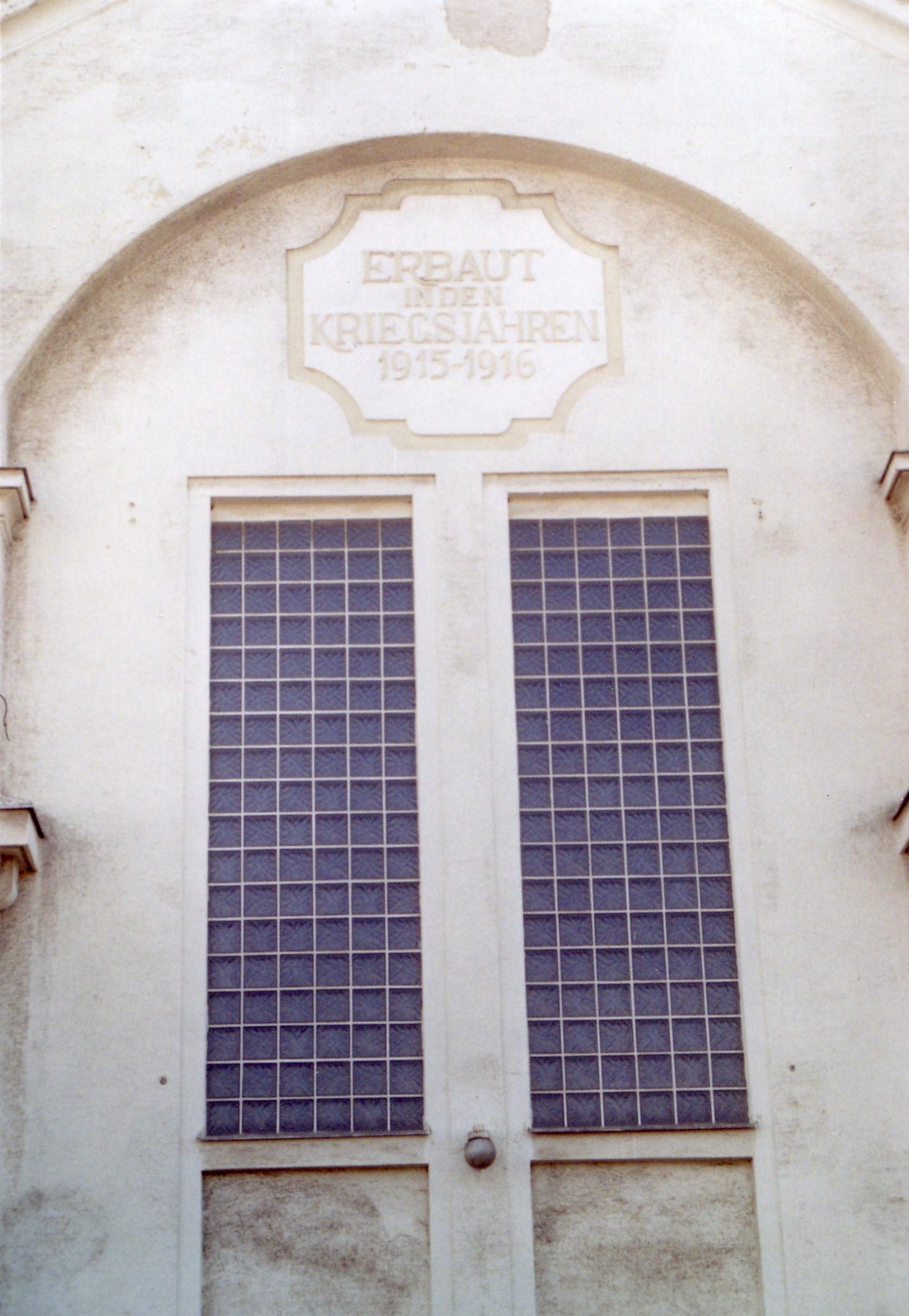
Das Kesselhaus auf dem Diamaltgelände in Allach-Untermenzing erbaut 1915/16

### Halle (Saale)
Das Fabrikgelände der Diamalt AG Werk Diemitz lag im halleschen Stadtteil Diemitz in der Otto-Stomps-Str. 24–33. Das Fabrikhauptgebäude wurde 2005 abgerissen und die unter Denkmalschutz stehende Fabrikantenvilla in der heutigen Otto-Stomps-Str. 25 wurde saniert. In dieser Villa und auf Teilen des ehemaligen Firmengeländes befindet sich seit 2018 ein Hundekompetenzzentrum mit angeschlossener Hundepension, Hundeschule und Tierarzt.